# 아칸 국립공원

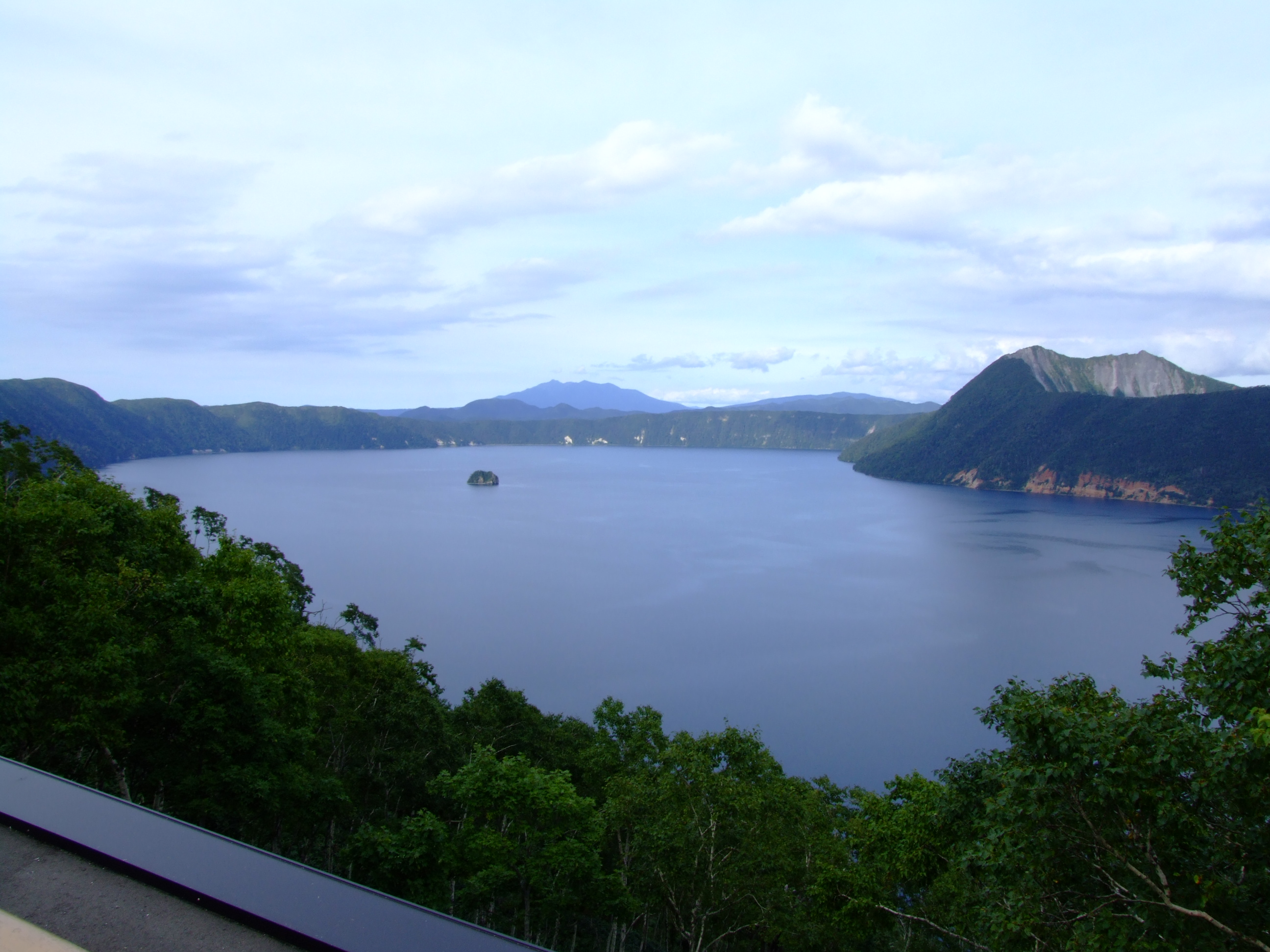
마슈 호

아칸 국립공원(阿寒国立公園)은 일본 홋카이도 동부에 있는 국립공원이다. 1934년 12월 4일에 다이세쓰 산 국립공원, 닛코 국립공원, 주부 산악 국립공원, 아소 국립공원(현 아소쿠주 국립공원)과 함께 지정된 홋카이도에서 가장 역사가 있는 국립공원이다. 면적 904.81km2이다. 지리적인 특징으로서 화산과 숲과 호수가 풍부하게 존재한다.

## 특징
호수는 아칸호, 굿샤로호, 마슈호의 3개의 유명한 큰 호수와 온네토, 판케토-, 펜케토-라는 중소 호수와 늪이 지정 지역에 포함된다. 아칸 호는 마리모의 서식지, 홍연어의 원산지로서 유명하다.
공원내에 포함되는 주요 화산은 오아칸 산, 메아칸 산, 아칸후지, 모코토 산, 마슈 산이 있다. 메아칸 산은 활화산이며 최근에도 분화를 반복하고 있다. 화산이 풍부하기 때문에 지정 역내에 온천이 많다. 아칸 호 온천, 카와유 온천, 마슈 온천, 도베쓰 온천 등은, 각각 온천 마을을 형성해 관광객을 모으고 있으며 와코토 온천, 메아칸 온천(노나카 온천) 등, 각지에 온천이 용출하고 있다.
공원내의 대부분이 천연림으로 덮여 있어 큰곰, 에조 사슴과 같은 포유류, 까막딱따구리·부엉새 등의 희소 조류도 서식한다.